# Itte Detenamo
Itte Detenamo (* 22. September 1986 in Buada) ist ein nauruischer Gewichtheber. Er ist der Sohn von Vinson Detenamo und der Cousin von Quincy Detenamo.

## Werdegang
Detenamo kam über seinen Vater und seine ältere Schwester Rosetta im Alter von zehn Jahren zum Gewichtheben. Wenig später begann er mit dem Training bei Marcus Stephen.
Mit Reanna Solomon und Yukio Peter gehörte er zur nauruischen Olympiadelegation bei den Olympischen Spielen 2004 in Athen. Dort erreichte er in der Kategorie über 105 kg zwar lediglich den 14. Platz, aber egalisierte dabei beim ersten Versuch seine persönliche Bestleistung von 192,5 kg im Stoßen. Die 197,5 kg schaffte Detenamo nicht, und den dritten Versuch ließ er wegen Dehydrierung aus.
Bei den Commonwealth Games 2006 gewann er in seiner Gewichtsklasse die Bronzemedaille mit einem Gesamtergebnis von 360,0 kg. 2006 und 2007 wurde er in Apia ozeanischer Meister im Zweikampf (2006 auch in den Einzeldisziplinen Reißen und Stoßen), 2008 belegte er bei den Ozeanienmeisterschaften in Auckland den zweiten Platz im Zweikampf sowie im Stoßen und den ersten Platz im Reißen.
Bei den Olympischen Sommerspielen 2008 in Peking war er der einzige nauruische Athlet. Er belegte dabei in seiner Gewichtsklasse den zehnten Rang und stellte mit insgesamt 385 gehobenen Kilogramm (175 kg im Reißen, 210 kg im Stoßen) eine neue persönliche Bestleistung auf.
Bei den Commonwealth Games 2010 und 2014 gewann er mit Zweikampfleistungen von 397 bzw. 396 kg jeweils die Silbermedaille.